# آ کیوم
آ کیوم (به لاتین: A Kiom) در لائوس است که در استان سکونگ واقع شده‌است.